# Boronia fastigiata
Boronia fastigiata är en vinruteväxtart som beskrevs av Friedrich Gottlieb Bartling. Boronia fastigiata ingår i släktet Boronia och familjen vinruteväxter. Inga underarter finns listade i Catalogue of Life.